# Азнаевское нефтяное месторождение
Азнаевское нефтяное месторождение открыто в 1959 году возле села Азнаево Бижбулякского района Башкирии. Не используется, законсервировано. 
Дебит достигает 1—5 тыс. м³ в сутки. Глубина залегания составляет около 1900 метров. Геологически входит в  Абдулинский прогиб, как Сатаевское нефтяное месторождение и Дёмское нефтяное месторождение.
Геологоразведка началась в 1958 году. Введено в разработку в 1988 году. В 2018 году Приволжскнедра выставил на аукцион Азнаевский нефтяной участок недр, расположенный в Бижбулякском и Миякинском районах. Площадь участка, где располагается нефтяное месторождение, составляет 2,1 км2, ресурсный потенциал Азнаевского участка недр по категории С1 оценивается 24 тысяч тонн нефти. 